# Brenda och Wendi Turnbaugh
Brenda och Wendi Turnbaugh, födda 13 augusti 1977 i Los Angeles i Kalifornien, är tvillingar och barnskådespelare, mest kända för att ha spelat Grace Ingalls i serien Lilla huset på prärien. 
Grace Ingalls i TV-serien var en figur som alltså spelades av två personer, vilket är vanligt när det gäller roller som spelas av yngre barn. De delade på denna roll och det framgår aldrig heller i TV-serien vilken av systrarna som syns för ögonblicket.